# Franciszek Alter

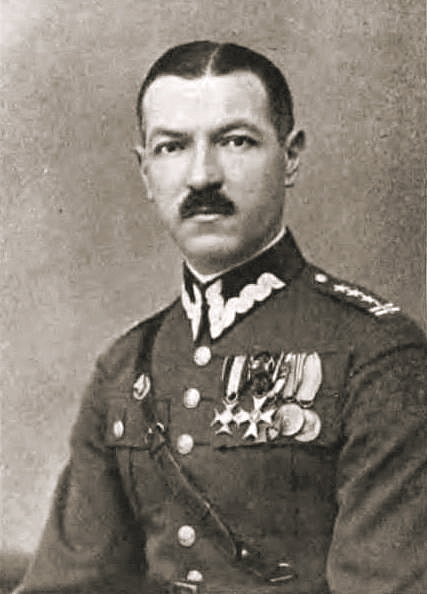
Brigadegeneral Alter

Franciszek Ksawery Alter (* 22. November 1889 in Lemberg, Österreich-Ungarn; † 23. Januar 1945 in Garmisch-Partenkirchen) war ein polnischer Brigadegeneral.

## Leben
Alter absolvierte eine Ausbildung zum Offizier der Landstreitkräfte Österreich-Ungarns und nahm am Ersten Weltkrieg teil. Er trat 1918 in die Landstreitkräfte der Zweiten Polnischen Republik ein und nahm von 1919 bis 1921 am Polnisch-Sowjetischen Krieg teil. Nach seiner Beförderung zum Oberstleutnant am 1. Juni 1922 war er als Nachfolger von Oberstleutnant Włodzimierz Maxymowicz-Raczyński von August 1922 bis Januar 1931 Kommandeur des 77. Infanterieregiments (77 Pułk Piechoty) und wurde in dieser Verwendung am 1. Januar 1927 auch zum Oberst befördert. Danach war er als Nachfolger von Oberst Władysław Bortnowski von Januar 1931 bis November 1932 erstmals Kommandeur der 14.  Infanteriedivision (14 Dywizja Piechoty). Er war zwischen August 1934 und 1935 abermals Kommandeur der 14. Infanteriedivision sowie später als Nachfolger von Brigadegeneral Michał Tokarzewski-Karaszewicz von 1936 bis 1939 Kommandierender General der 25 Infanteriedivision (25 Dywizja Piechoty). Am 19. März 1939 wurde er zum Brigadegeneral befördert.
Zu Beginn des Zweiten Weltkrieges beim Überfall auf Polen geriet Alter in dieser Funktion 1939 in deutsche Kriegsgefangenschaft, in der er am 23. Januar 1945 verstarb.
Für seine langjährigen militärischen Verdienste wurde Alter unter anderem mit dem Virtuti Militari, dem Tapferkeitskreuz und dem Orden Polonia Restituta ausgezeichnet.